# Orbital

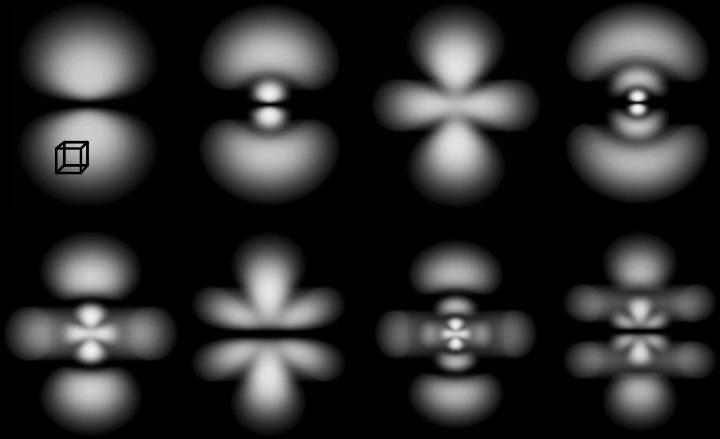
Kształty orbitali – miejsca w których najbardziej prawdopodobne jest znalezienie elektronu

Orbital – funkcja falowa będącą rozwiązaniem równania Schrödingera dla szczególnego przypadku układu jednego elektronu znajdującego się na jednej z powłok atomowych lub tworzących wiązanie chemiczne. Orbital jest funkcją falową jednego elektronu, a jej kwadrat modułu (zgodnie z postulatem Maxa Borna) określa gęstość prawdopodobieństwa napotkania elektronu w danym punkcie przestrzeni.
Pojęcie orbitalu jest często utożsamiane z kształtem chmury elektronowej, obliczonym z funkcji orbitalowej, w którym prawdopodobieństwo napotkania elektronu jest bliskie 1 (zwykle przyjmuje się wartość 0,9).
Orbitale są zdegenerowane, co oznacza, że jednemu poziomowi energetycznemu odpowiada wiele stanów kwantowych.

## Rodzaje orbitali
Orbitale dzielimy na:
- orbitale atomowe – orbitale te opisują wszystkie elektrony, które w danym momencie nie uczestniczą w tworzeniu wiązań chemicznych, ale są przypisane do określonych jąder atomowych.
- orbitale molekularne – orbitale te opisują elektrony w cząsteczce, które w danym momencie mogą (ale nie muszą) tworzyć wiązania chemiczne. Orbitale molekularne dzielą się z kolei na:
  - orbitale wiążące – w których elektrony posiadają niższą energię, niż gdyby przebywały na swoich orbitalach atomowych i nie uczestniczyły w tworzeniu wiązania
  - orbitale antywiążące – w których elektrony posiadają wyższą energię, niż gdyby przebywały na swoich orbitalach atomowych.
  - orbitale niewiążące – w których elektrony posiadają taką samą energię, jak gdyby przebywały na swoich orbitalach atomowych.

## Kształty orbitali
Kształty orbitali opisujących dany elektron w atomie lub cząsteczce zależą od usytuowania tych elektronów względem jąder oraz innych elektronów, które z kolei wynikają z liczb kwantowych przypisanych do danego elektronu. Usytuowanie to jest nazywane konfiguracją elektronową.

Kształty orbitali w funkcji liczb kwantowych

- Wśród orbitali atomowych wyróżnia się:
  - orbitale s – o kształcie sferycznym
  - orbitale p – o kształcie „hantli”
  - orbitale d i f – o bardziej złożonych kształtach w których występuje kombinacja „hantli” i torusów
  - orbitale zhybrydyzowane o kształtach odpowiednich dla geometrii cząsteczek
- Orbitale molekularne wiążące klasyfikuje się najczęściej na:
  - orbitale σ – które powstają w wyniku czołowego nałożenia się orbitali s lub p (ścisła definicja: orbital σ nie ma płaszczyzn węzłowych zawierających oś międzyjądrową)
  - orbitale π – które powstają w wyniku bocznego nałożenia się orbitali p, d lub f; w ujęciu geometrycznym orbital π ma dokładnie jedną płaszczyznę węzłową zawierającą oś międzyjądrową
  - orbitale δ – mają 2 płaszczyzny węzłowe zawierające oś międzyjądrową
- Orbitale molekularne antywiążące przyjmują szereg, nieraz bardzo złożonych kształtów, które trudno jest opisać i narysować (między innymi dlatego, że są tworami „wirtualnymi”, nie zawsze mają jakąkolwiek interpretację)

Powyższa klasyfikacja, oparta na liczbie płaszczyzn węzłowych zawierających oś międzyjądrową, jest analogiczna do klasyfikacji orbitali atomowych (wodoropodobnych), gdzie orbitalna (poboczna) liczba kwantowa (s, p, d, f,...) determinuje liczbę płaszczyzn węzłowych; dla orbitali molekularnych bierze się grecką wersję danej litery łacińskiej. Na przykład: ponieważ orbital atomowy o pobocznej liczbie kwantowej równej 0 ma oznaczenie „s” (brak płaszczyzn węzłowych), więc orbital molekularny nieposiadający płaszczyzn węzłowych zawierających oś międzyjądrową ma oznaczenie σ. Orbital atomowy o 1 płaszczyźnie węzłowej to orbital „p”, zaś molekularny – to π; orbitale o dwóch płaszczyznach węzłowych to „d” (atomowy) i δ. Schemat jest następujący: „s”-σ, „p”-π, „d”-δ itd.
Zapełnianie orbitali przez elektrony przebiega zgodnie z zakazem Pauliego. Dany orbital (poziom energetyczny) może pomieścić co najwyżej dwa elektrony o różnym spinie, co stanowi podstawę budowy układu okresowego pierwiastków.

## Głębsze spojrzenie na orbitale jako funkcje falowe
Pojęcie orbitalu ma sens wyłącznie w ramach tzw. przybliżenia jednoelektronowego (czyli w metodzie Hartree’go-Focka, Kohna-Shama (DFT) i pochodnych) i nie ma bezpośredniej interpretacji fizycznej. W tej teorii wieloelektronowa funkcja falowa jest równa tzw. wyznacznikowi Slatera, utworzonemu z jednoelektronowych orbitali (spinorbitali). Należy podkreślić, że dla danego układu istnieje nieskończenie wiele „zestawów” orbitali molekularnych odpowiadających tej samej wieloelektronowej funkcji falowej. Najczęściej korzysta się z tzw. kanonicznych (lub spektroskopowych) orbitali Hartree’go-Focka lub z orbitali lokalizowanych.
Orbitalami atomowymi nazywa się albo orbitale elektronów w izolowanych atomach, albo funkcje bazy, na które rozwijane są orbitale molekularne.
Orbitale molekularne to funkcje falowe elektronów poruszających się w uśrednionym polu pozostałych elektronów cząsteczki i w polu jąder. Zwykle przedstawia się je w postaci kombinacji liniowej funkcji bazy (jest to tzw. metoda LCAO MO, czyli rozwinięcie Roothaana-Halla). Jako funkcje bazy stosuje się zazwyczaj funkcje zbliżone do orbitali atomu wodoru, lecz o uproszczonej części radialnej.
Orbitale niezajęte (wirtualne, antywiążące) opisują stany nie zajęte przez elektrony w stanie podstawowym cząsteczki. W dużych bazach funkcyjnych przyjmują dziwne, rozmyte kształty i mogą wtedy nie mieć sensownej interpretacji.
Z orbitalem związana jest tzw. energia orbitalna (równa średniej wartości operatora Focka). Zgodnie z twierdzeniem Koopmansa, energia orbitalu HOMO (czyli najwyższego zajętego) jest zbliżona do potencjału jonizacji, a energia orbitalu LUMO (najniższego niezajętego) jest przybliżeniem energii powinowactwa elektronowego. W teorii funkcjonałów gęstości (DFT) odpowiednikiem twierdzenia Koopmansa jest twierdzenie Janaka.

## Orbitale atomowe wodoru
Na podstawie trzech liczb kwantowych: n, l oraz m można jednoznacznie określić funkcję falową będącą rozwiązaniem równania Schrödingera. Są to funkcje porządne, tzn. przyjmujące skończone wartości, ciągłe i jednoznaczne.
Opis orbitali łatwiej jest przeprowadzać w sferycznym układzie współrzędnych:

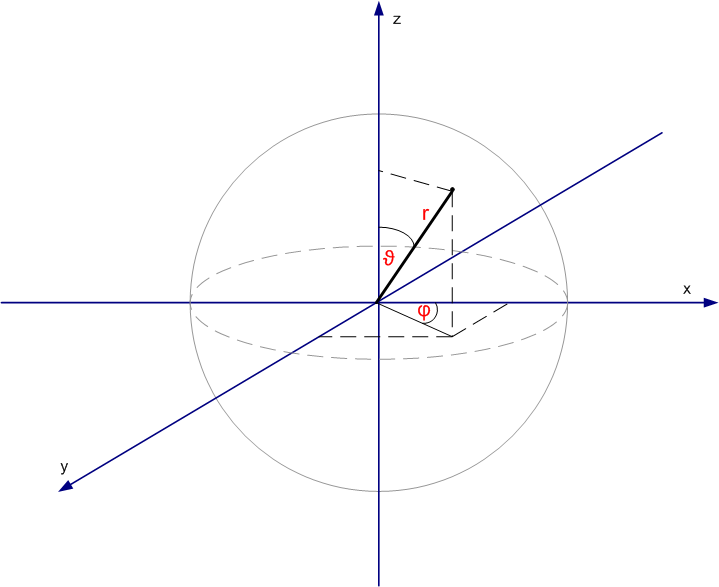
Współrzędne sferyczne: r, φ oraz ϑ.

Orbital można opisać jako iloczyn dwóch funkcji: radialnej R (zależnej od współrzędnej r) oraz kątowej Y (zależnej od współrzędnych φ i ϑ). Należy zaznaczyć, że przebieg funkcji R zależy od liczb n i l, zaś przebieg Y – od l i m.
{\displaystyle \Psi _{nlm}=R(r)Y(\vartheta ,\varphi )}
W poniższych tabelach zestawiono wzory funkcji radialnej, kątowej oraz orbitalu dla pierwszych trzech powłok atomu wodoru:
| Symbol orbitalu | Równanie R(r) |
| --------------- | --- |
| 1s n = 1, l = 0 | {\displaystyle R(r)={\frac {1}{\sqrt {a_{0}^{3}}}}2\operatorname {e} ^{\frac {-r}{a_{0}}}}                                                                         |
| 2s n = 2, l = 0 | {\displaystyle R(r)={\frac {1}{2{\sqrt {2a_{0}^{3}}}}}(2-{\frac {r}{a_{0}}})\operatorname {e} ^{\frac {-r}{2a_{0}}}}                                               |
| 2p n = 2, l = 1 | {\displaystyle R(r)={\frac {1}{2{\sqrt {6a_{0}^{3}}}}}{\frac {r}{a_{0}}}\operatorname {e} ^{\frac {-r}{2a_{0}}}}                                                   |
| 3s n = 3, l = 0 | {\displaystyle R(r)={\frac {1}{9{\sqrt {3a_{0}^{3}}}}}(6-4{\frac {r}{a_{0}}}+{\frac {4}{9}}{\frac {r^{2}}{a_{0}^{2}}})\operatorname {e} ^{\frac {-r}{3a_{0}}}}     |
| 3p n = 3, l = 1 | {\displaystyle R(r)={\frac {1}{9{\sqrt {6a_{0}^{3}}}}}(4-{\frac {2}{3}}{\frac {r}{a_{0}}}){\frac {2}{3}}{\frac {r}{a_{0}}}\operatorname {e} ^{\frac {-r}{3a_{0}}}} |
| 3d n = 3, l = 2 | {\displaystyle R(r)={\frac {1}{9{\sqrt {30a_{0}^{3}}}}}{\frac {4}{9}}{\frac {r^{2}}{a_{0}^{2}}}\operatorname {e} ^{\frac {-r}{3a_{0}}}}                            |

| l | m  | Równanie Y(φ, ϑ) |
| - | -- | --- |
| 0 | 0  | {\displaystyle Y(\varphi ,\vartheta )={\frac {1}{2{\sqrt {\pi }}}}=const} |
| 1 | 0  | {\displaystyle Y(\varphi ,\vartheta )={\frac {\sqrt {3}}{2{\sqrt {\pi }}}}\cos \vartheta } |
| 1 | ±1 | {\displaystyle Y(\varphi ,\vartheta )={\frac {\sqrt {3}}{2{\sqrt {\pi }}}}\sin \vartheta \ \sin \varphi } {\displaystyle Y(\varphi ,\vartheta )={\frac {\sqrt {3}}{2{\sqrt {\pi }}}}\sin \vartheta \ \cos \varphi }                                     |
| 2 | 0  | {\displaystyle Y(\varphi ,\vartheta )={\frac {\sqrt {5}}{4{\sqrt {\pi }}}}(3cos^{2}\vartheta -1)} |
| 2 | ±1 | {\displaystyle Y(\varphi ,\vartheta )={\frac {\sqrt {15}}{2{\sqrt {\pi }}}}\sin \vartheta \ \cos \vartheta \ \cos \varphi } {\displaystyle Y(\varphi ,\vartheta )={\frac {\sqrt {15}}{2{\sqrt {\pi }}}}\sin \vartheta \ \cos \vartheta \ \sin \varphi } |
| 2 | ±2 | {\displaystyle Y(\varphi ,\vartheta )={\frac {\sqrt {15}}{4{\sqrt {\pi }}}}\sin ^{2}\vartheta \ \sin 2\varphi } {\displaystyle Y(\varphi ,\vartheta )={\frac {\sqrt {15}}{4{\sqrt {\pi }}}}\sin ^{2}\vartheta \ \cos 2\varphi }                         |

| Symbol orbitalu              | Funkcja Ψ |
| ---------------------------- | --- |
| 1s n = 1, l = 0, m = 0       | {\displaystyle \Psi (r,\varphi ,\vartheta )={\frac {1}{\sqrt {\pi a_{0}^{3}}}}\operatorname {e} ^{\frac {-r}{a_{0}}}}                                                                                |
| 2s n = 2, l = 0, m = 0       | {\displaystyle \Psi (r,\varphi ,\vartheta )={\frac {1}{4{\sqrt {2\pi a_{0}^{3}}}}}(2-{\frac {r}{a_{0}}})\operatorname {e} ^{\frac {-r}{2a_{0}}}}                                                     |
| 2pz n = 2, l = 1, m = 0      | {\displaystyle \Psi (r,\varphi ,\vartheta )={\frac {1}{4{\sqrt {2\pi a_{0}^{3}}}}}{\frac {r}{a_{0}}}\operatorname {e} ^{\frac {-r}{2a_{0}}}\cos \vartheta }                                          |
| 2py n = 2, l = 1, m = ±1     | {\displaystyle \Psi (r,\varphi ,\vartheta )={\frac {1}{4{\sqrt {2\pi a_{0}^{3}}}}}{\frac {r}{a_{0}}}\operatorname {e} ^{\frac {-r}{2a_{0}}}\sin \vartheta \ \sin \varphi }                           |
| 2px n = 2, l = 1, m = ±1     | {\displaystyle \Psi (r,\varphi ,\vartheta )={\frac {1}{4{\sqrt {2\pi a_{0}^{3}}}}}{\frac {r}{a_{0}}}\operatorname {e} ^{\frac {-r}{2a_{0}}}\sin \vartheta \ \cos \varphi }                           |
| 3s n = 3, l = 0, m = 0       | {\displaystyle \Psi (r,\varphi ,\vartheta )={\frac {1}{18{\sqrt {3\pi a_{0}^{3}}}}}(6-4{\frac {r}{a_{0}}}+{\frac {4}{9}}{\frac {r^{2}}{a_{0}^{2}}})\operatorname {e} ^{\frac {-r}{3a_{0}}}}          |
| 3pz n = 3, l = 1, m = 0      | {\displaystyle \Psi (r,\varphi ,\vartheta )={\frac {1}{27{\sqrt {2\pi a_{0}^{3}}}}}(4-{\frac {2}{3}}{\frac {r}{a_{0}}})\operatorname {e} ^{\frac {-r}{3a_{0}}}\cos \vartheta }                       |
| 3py n = 3, l = 1, m = ±1     | {\displaystyle \Psi (r,\varphi ,\vartheta )={\frac {1}{27{\sqrt {2\pi a_{0}^{3}}}}}(4-{\frac {2}{3}}{\frac {r}{a_{0}}})\operatorname {e} ^{\frac {-r}{3a_{0}}}\sin \vartheta \ \sin \varphi }        |
| 3px n = 3, l = 1, m = ±1     | {\displaystyle \Psi (r,\varphi ,\vartheta )={\frac {1}{27{\sqrt {2\pi a_{0}^{3}}}}}(4-{\frac {2}{3}}{\frac {r}{a_{0}}})\operatorname {e} ^{\frac {-r}{3a_{0}}}\sin \vartheta \ \cos \varphi }        |
| 3dz² n = 3, l = 2, m = 0     | {\displaystyle \Psi (r,\varphi ,\vartheta )={\frac {1}{81{\sqrt {6\pi a_{0}^{3}}}}}{\frac {r^{2}}{a_{0}^{2}}}\operatorname {e} ^{\frac {-r}{3a_{0}}}(3\cos ^{2}\vartheta -1)}                        |
| 3dxz n = 3, l = 2, m = ±1    | {\displaystyle \Psi (r,\varphi ,\vartheta )={\frac {1}{81{\sqrt {2\pi a_{0}^{3}}}}}{\frac {r^{2}}{a_{0}^{2}}}\operatorname {e} ^{\frac {-r}{3a_{0}}}\sin \vartheta \ \cos \vartheta \ \cos \varphi } |
| 3dyz n = 3, l = 2, m = ±1    | {\displaystyle \Psi (r,\varphi ,\vartheta )={\frac {1}{81{\sqrt {2\pi a_{0}^{3}}}}}{\frac {r^{2}}{a_{0}^{2}}}\operatorname {e} ^{\frac {-r}{3a_{0}}}\sin \vartheta \ \cos \vartheta \ \sin \varphi } |
| 3dxy n = 3, l = 2, m = ±2    | {\displaystyle \Psi (r,\varphi ,\vartheta )={\frac {1}{81{\sqrt {2\pi a_{0}^{3}}}}}{\frac {r^{2}}{a_{0}^{2}}}\operatorname {e} ^{\frac {-r}{3a_{0}}}\sin ^{2}\vartheta \ \sin 2\varphi }             |
| 3dx2-y² n = 3, l = 2, m = ±2 | {\displaystyle \Psi (r,\varphi ,\vartheta )={\frac {1}{81{\sqrt {2\pi a_{0}^{3}}}}}{\frac {r^{2}}{a_{0}^{2}}}\operatorname {e} ^{\frac {-r}{3a_{0}}}\sin ^{2}\vartheta \ \cos 2\varphi }             |

{\displaystyle a_{0}={\frac {\varepsilon _{0}h^{2}}{\pi m_{e}e^{2}}},}
gdzie:
{\displaystyle \varepsilon _{0}} – przenikalność elektryczna próżni,
{\displaystyle h} – stała Plancka,
{\displaystyle m_{e}} – masa elektronu,
{\displaystyle e} – ładunek elektronu.

## Uwaga końcowa
Pojęcie orbitalu nastręcza często trudności w wyobrażeniu sobie, jaki ruch wykonują elektrony w atomach. Orbital można porównać do trójwymiarowej, długo naświetlanej, fotografii ruchu elektronu wokół jądra. Fotografia taka obrazowałaby obszar, po którym porusza się elektron. Analogia ta nie wyjaśnia jednak zasady nieoznaczoności Heisenberga, mówiącej, że niemożliwe jest jednoczesne wyznaczenie pędu i położenia elektronu. Najprostszą odpowiedzią na ten dylemat jest nie starać się sobie tego wyobrażać w konwencjonalny, mechaniczny sposób. Elektron (a także inne cząstki elementarne) nie zachowują się bowiem tak jak kulki czy planety wokół Słońca, lecz mają złożony falowo-korpuskularny charakter. Ich naturę da się opisywać złożonymi równaniami matematycznymi, których nie sposób sobie „uzmysłowić”, czyli wytworzyć sobie na ich podstawie jakiegoś modelu, który dałoby się zbudować z prostych wrażeń zmysłowych. Można jedynie mówić o prawdopodobieństwie uzyskania określonego wyniku pomiaru – a nie o niezbywalnych cechach układu.